# Bythocypris lucida
Bythocypris lucida is een mosselkreeftjessoort uit de familie van de Bythocyprididae. De wetenschappelijke naam van de soort is voor het eerst geldig gepubliceerd in 1964 door Seguenza in Ascoli.